# Älvsborgs kustartilleriregemente
För andra betydelser, se Älvsborg (olika betydelser).
Älvsborgs kustartilleriregemente (KA 4) var ett kustartilleriförband inom svenska marinen som verkade i olika former åren 1942–2000. Förbandsledningen var förlagd i Göteborgs garnison i Göteborg.

## Historia
År 1902 upprättades ett kustartilleri som var avsett för bemanning av Sveriges kustbefästningar. Det beslutades då att ett detachement ur Karlskrona kustartilleriregemente, benämnt Älvsborgs kustartilleridetachement, skulle förläggas till Göteborg. De befintliga anläggningarna vid Nya Varvet ställdes då till kustartilleriets disposition och Göteborgs kustartilleri hade därmed börjat sin verksamhet. Den 1 januari 1915 bildade Älvsborgs kustartilleridetachement (KA 2 Ä) en självständigt förband med namnet Älvsborgs kustartillerikår (KA 3).
Genom 1925 års försvarsbeslut fick dock kustartilleriet en i många avseenden förändrad organisation, där bland annat Älvsborgs kustartillerikår utgick den 30 oktober 1926. Från och med den 1 november 1926 skulle kustartilleriet utgöras av två l:a klassens kustfästningar, Vaxholms och Karlskrona fästningar, samt två 2:a klass kustfästningar, Älvsborgs fästning och Hemsö fästning. Vidare skulle personalen utom vapenchefen vara fördelad på två regementen, Vaxholms kustartilleriregemente och Karlskrona kustartilleriregemente, avsedda för bemanning av samt förlagda i Vaxholms fästning respektive Kungsholms fort. Från Vaxholms kustartilleriregemente avdelades ett detachement till Hemsö fästning och från Karlskrona kustartilleriregemente ett detachement till Älvsborgs fästning, vartdera omfattande en mindre personalstyrka, avsedd för tillsyn och materielvård, med uppgift "att hålla krutet torrt och rosten borta från kanonerna och minorna i Älvsborgs fästning". 
Från att Älvsborgs fästning legat i materielreserven, kom fästningen inför det hotfulla utrikespolitiska läget hösten 1939 att sättas återigen i försvarstillstånd. Från den 1 augusti 1939 bildades vid Västkustens marindistrikt en fartygsdepå, örlogsdepå samt Älvsborgs kustartilleridetachement. Genom det rådande omvärldsläget och krigshot försträcktes Marinens organisationen ytterligare den 1 oktober 1942. Dels i form av Göteborgsavdelningen för fartygsförbanden, men även av Göteborgs kustartilleriförsvar och Älvsborgs kustartilleriregemente för kustförbanden. Samma år, 1942, övergick även Älvsborgs fästning till Göteborgs kustartilleriförsvar.
Efter krigsslutet utvecklades det tidigare punkt- och inloppsförsvar till ett ytförsvar, vilket även påverkade kustartilleriet. Vid KA 4 förändrades organisationen och 1956 organiserade regementet en spärrbataljon, en minbataljon och en minutläggninsdivision. Utöver krigsförbanden bestod regementets fredsorganisation av en befälsskola, instruktörsskola, radarskola och ett kasernbatteri. Utbildningen vid regementet inriktades på fast sjöfrontsartilleri och minutbildning, då den rörliga artilleriutbildningen förts över till KA 2 i Karlskrona. I slutet av 1950-talet omorganiserades kustartilleriet, då marinen följde arméns brigadorganisation och organiserade sina markförband i brigadform. På västkusten organiserades 5. kustartilleribrigaden.
Inför regeringens proposition 1978/79:96 föreslog regeringen till riksdagen att de två myndigheterna, Västkustens örlogsbas (ÖrlB V), Göteborgs kustartilleriförsvar med Göteborgs och Bohus försvarsområde (GbK/Fo 32) och Älvsborgs kustartilleriregemente (KA 4) skulle sammanslås till en myndighet i fredsorganisationen. Bakgrunden till förslaget av en sammanslagning var på grund av besparingsskäl, där försvaret samt regeringen ansåg att den marina verksamheten på västkusten kunde samordnas under en gemensam ledning. Den 15 februari 1979 antog riksdagen regeringens proposition. Och den 1 januari 1981 trädde den nya organisationen i kraft, under namnet Västkustens militärkommando med Älvsborgs kustartilleriregemente (MKV/KA 4).
Inför försvarsbeslutet 1982 föreslog regeringen för riksdagen i sin proposition 1981/82:102 nya besparingar inom försvaret. Bland annat att grundutbildningen vid Västkustens militärkommando med Älvsborgs kustartilleriregemente skulle reduceras i en större utsträckning mot vad överbefälhavaren hade föreslagit. Den kvarvarande grundutbildningen skulle då begränsas till främst radar- och minutbildning. Vidare föreslog regeringen att samt att Älvsborgs kustartilleriregemente skulle avskiljas från Västkustens militärkommando, och istället bilda ett självständigt förband. Regeringen föreslog även av regionalpolitiska skäl att Marinens officershögskola i Göteborg och huvuddelen av Marinens sjukvårdsskola skulle lokaliseras till Karlskrona. Bakgrunden till besparingarna samt omstruktureringarna i Göteborg, berodde på att regeringen ville behålla grundutbildningen vid Härnösands kustartilleriregemente (KA 5). Den verksamhet som blev kvar vid Västkustens militärkommando i Göteborg, kom att koncentreras till Västerberget och Käringberget. Genom regeringens proposition 1983/84:112 fastslogs riksdagen den 15 mars 1984 att Nya varvet lämnas, och att grundutbildningsbataljonen vid Älvsborgs kustartilleriregemente avvecklas.
Den 1 juli 1986 genomfördes en större reform inom Marinen, Västkustens örlogsbas sammanslogs med kustartilleriet och bildade ett marinkommando. Den nya organisationen i Göteborg speglade i stor utsträckning den tidigare. Det då bland annat Älvsborgs kustartilleriregemente redan hade en gemensam stab med kommandot. Den tydligaste förändringen blev att kommando bytte namn till Västkustens marinkommando, och där Älvsborgs kustartilleriregemente blev en utbildningsenhet inom kommandot, men med egen regementsstab.
Den 1 juli 1994 omorganiserades Göteborgs kustartilleriförsvar och Älvsborgs kustartilleriregemente, och bildade Göteborgs marinbrigad med Älvsborgs kustartilleriregemente (GMB).
Inför försvarsbeslutet 1996, etapp 2, föreslog Försvarsmakten för regeringen att utbildningsverksamheten vid Göteborgs marinbrigad (GMB) skulle upphöra, dock ansåg regeringen i sin proposition att med hänsyn till Göteborgsområdets betydelse skulle utbildning av amfibieförband bibehållas. Dock kom en förändring i försvarsbeslutet gällande kustartilleriet, det produktionsansvar som Västkustens marinkommando haft för Göteborgs marinbrigad (GMB) upphörde den 31 december 1997. Den 1 januari 1998 avskiljdes Göteborgs marinbrigad (GMB) från Västkustens marinkommando och bildade Älvsborgs kustartilleriregemente (KA 4). Därmed fick regementet ansvar för produktions- och taktiska ledningen, vilket Marinkommandot haft sedan 1981.
Inför försvarsbeslutet 2000 föreslog regeringen att den framtida grundorganisationen skulle innehålla två kustartilleriförband. Där ett av de två kustartilleriförbanden skulle utgöra en huvudenhet, där regeringen ansåg att Vaxholms kustartilleriregemente och Första kustartilleribrigaden (KA 1) skulle utgöra huvudenheten. Det med anledning till att förbandet hade en mycket god närheten till Stockholms skärgård, med övnings- och skjutfält med dimensionerande terrängtyper. Inget av de andra regementena ansågs sakna terrängförhållanden och infrastruktur för att utgöra en huvudenhet. Vilket regemente som skulle kvarstå vid sidan om KA 1, stod mellan Karlskrona kustartilleriregemente och Andra kustartilleribrigaden (KA 2), Gotlands kustartilleriregemente (KA 3) och Älvsborgs kustartilleriregemente (KA 4). KA 3 föll dock snabbt bort i processen, då verksamheten ansågs begränsad och att enheten saknade tillräckliga och lämpliga övningsområden. Angående KA 4 så ansågs även det ha begränsade övningsförutsättningar. KA 2 ansågs ha de bästa förutsättningar för att verka som en andra enheten vid sidan av KA 1. Dock ansåg regeringen att det var av stor betydelse Göteborg som Sveriges andra stad även hade en militär närvaro. Vidare ansåg regeringen med att behålla KA 4 skulle ge flottan möjlighet till fortsatt verksamhet för sjöstridsförbanden i Göteborg. Därav förslog regeringen att KA 1 och KA 4 skulle behållas i den nya grundorganisationen.
Genom försvarsbeslutet 2000 beslutades samtidigt att kustartilleriet skulle avvecklas i dess dåvarande form. De kvarvarande förbanden skulle få en annan inriktning än hittills. Därav ansåg regeringen att förbanden skulle benämnas amfibieregemente, och att vapenslaget kustartilleriet ändras till amfibiekåren. Därav kom Älvsborgs kustartilleriregemente (KA 4) att upplösas som kustartilleriförband den 30 juni 2000. Den 1 juli 2000 bildades i dess ställe amfibieförbandet Älvsborgs amfibieregemente (Amf 4).

## Verksamhet
När Älvsborgs kustartilleriregemente bildades 1942, var regementet underställt chefen för Västkustens marindistrikt. År 1957 gjorde en omorganisation, där Göteborgs kustartilleriförsvar och Älvsborgs kustartilleriregemente bildade en egen myndighet. Den 1 oktober 1958 sammanslogs Göteborgs kustartilleriförsvar (GbK) med Göteborgs och Bohus samt Hallands försvarsområde (Fo 31/Fo 32) till en myndighet. Den nya myndigheten bestod av Göteborgs kustartilleriförsvar med marina försvarsområden samt Älvsborgs kustartilleriregemente, och var då jämställd med marinkommandot. med Den 1 juli 1975 avskiljdes Hallands försvarsområde från myndigheten. I samband med den omorganisation som gjordes 1981, kom Göteborgs kustartilleriförsvar och Västkustens örlogsbas sammanslås till en myndighet. Från 1981 var Älvsborgs kustartilleriregemente underställt chefen för Västkustens militärkommando. År 1986 uppgick Göteborgs kustartilleriförsvar i Göteborgs och Bohus försvarsområde (Fo 32). Älvsborgs kustartilleriregemente blev vid denna tidpunkt underställd chefen för Västkustens marinkommando. Den 1 januari 1998 avskiljdes Älvsborgs kustartilleriregemente från Västkustens marinkommando, och blev ett självständigt förband jämte Västkustens marinkommando. Regementet utgjorde en kader för 5. kustartilleribrigaden som hade i uppgift att försvarar Göteborg och södra Bohuslän från sjösidan. Vidare utbildade regementet samtliga kustartillerister och vissa flottister för västkustens krigsförband.

## Ingående enheter

### 5.kustartilleribrigaden
5. kustartilleribrigaden (KAB 5) bildades i början av 1950-talet i samband med att marinen övergav punkt- och inloppsförsvar till istället organisera ett ytförsvar. Under 1970-talet omfattade 5. kustartilleribrigaden tre spärrbataljoner och ett spärrkompani. Utöver 5. kustartilleribrigaden ingick även 12. kustartillerigruppen med spärrbataljon Lysekil i Göteborgs kustartilleriförsvar. I samband med försvarsbeslutet 1996 utgick 5. kustartilleribrigaden ur krigsorganisationen den 31 december 1997.

### 5.amfibiebataljonen
5. amfibiebataljonen bildades utbildningsåret 1994/1995 och bestod av ett robotkompani, minkompani, granatkastarkompani och två kustjägarkompanier samt ett underhållskompani. Bataljonen överfördes den 1 juli 2000 till Älvsborgs amfibieregemente.

### Befälsskolan
Befälsskolan bildades 1956 och utbildade stam- och reservofficersaspiranter samt plutonsbefälselever. År 1983 avvecklades skolan, då officersutbildningen övergick till Kustartilleriets officersskola.

### Instruktörsskolan
Instruktörsskolan bildades 1955 och var en gemensam för kustartilleriet som truppslaget, och utbildade plutonsofficerare i allmänna läroämnen och i ledarskap. Senare kom skolan att även utbilda elever i allmänna läroämnen från andra försvarsgrenar. Genom Regeringens proposition 1979/80:7 kom skolan att avvecklas år 1982, detta i ett led genom reformen Ny befälsordning. Med bakgrund till att officerare som behövde vidareutbildning, fick söka sig till det allmänna skolväsendet.

### Kustartilleriets officershögskola
Marinens officershögskola i Göteborg (MOHS G) fanns vid KA 4 åren 1981–1984, därefter uppgick skolan Marinens officershögskola i Karlskrona (MOHS K), som antog namnet Marinens officershögskola.

### Marinens sjukvårdsskola
Marinens sjukvårdsskola bildades 1961 med uppgift att befattningsutbilda sjukvårdsbefäl och värnpliktiga inom marinens krigsorganisation. Till en början var skolans utbildning förlagd till Hjuvik, men omlokaliserades till Säve år 1969, efter att Göta flygflottilj (F 9) avvecklades samma år. År 1992 övergick delar av skolan tillsammans med Radarskolan i en nyuppsatt skolbataljon. Marinens sjukvårdsskola uppgick den 1 juli 1994 i Försvarets sjukvårdscentrum (FSC).

### Radarskolan
Radarskolan bildades 1949 vid regementets 9. kompani, med utbildning på spanings- och eldledningsradar. År 1992 uppgick skolan i en nyuppsatt skolbataljon. Innan avveckling av KA 4 ingick skolan i Carlstens kompani, vilket var ett ledningstekniskt kompani.

## Förläggningar och övningsplatser
Åren 1942-1948 uppfördes ett kasernetablissement på Västraberget i Västra Frölunda till kustartilleriet. Totalt uppfördes ett 80-tal byggnader på området. Kasernetablissementet är idag det enda kvarvarande militära området inom tätorten Göteborg. Sedan 2005 återfinns här olika detachement från andra förband samt Försvarsmedicincentrum.

## Heraldik och traditioner
Den 1 juni 1945 överlämnade Kung Gustav V vid en ceremoni på Stockholms slott, till dåvarande regementschefen Överste Rudolf Kolmodin, regementets första fana. Fanan blottades för regementet vid en ceremoni den 6 juni 1945. År 1995 ersattes den fanan, då marinchefen, viceamiral Peter Nordbeck på Artillerigården i Stockholm överlämnade en ny regementsfana. Den 21 juni 2006 avtäcktes en minnessten över Älvsborgs kustartilleriregemente och Älvsborgs amfibieregemente.

## Förbandschefer
- 1942–1946: Överste Rudolf Kolmodin
- 1946–1954: Överste Harald Callerström
- 1954–1957: Överste Sven Haglund
- 1957–1958: Överste Henrik Lange
- 1958–1969: Överste Sixten Gråberg
- 1969–1977: Överste Kjell Werner
- 1978–1981: Överste Lars Ahlström
- 1981–1984: Överste Svante Kristenson
- 1984–1989: Överstelöjtnant mst Sven Robertsson
- 1989–1992: Överstelöjtnant Jack Wibring
- 1992–1992: Överstelöjtnant Lars Leffler
- 1992–1996: Överstelöjtnant mst Sigvard Oscarsson
- 1996–1998: Överstelöjtnant mst Bo Andersson
- 1998–2000: Överste Bengt Delang

## Namn, beteckning och förläggningsort
| Karlskrona kustartilleriregementes detachemant                      | 1902-01-01 | – | 1914-12-31 |
| Älvsborgs kustartillerikår                                          | 1915-01-01 | – | 1926-10-31 |
| Älvsborgs kustartilleriregemente                                    | 1942-10-01 | – | 1957-09-30 |
| Göteborgs kustartilleriförsvar med Älvsborgs kustartilleriregemente | 1957-10-01 | – | 1980-12-31 |
| Västkustens militärkommando med Älvsborgs kustartilleriregemente    | 1981-01-01 | – | 1986-06-30 |
| Göteborgs marinbrigad med Älvsborgs kustartilleriregemente          | 1994-07-01 | – | 1997-12-31 |
| Älvsborgs kustartilleriregemente                                    | 1998-01-01 | – | 2000-06-30 |

| KA 2 Ä   | 1902-01-01 | – | 1914-12-31 |
| KA 3     | 1915-01-01 | – | 1926-10-31 |
| GbK/KA 4 | 1942-10-01 | – | 1980-12-31 |
| MKV/KA 4 | 1981-01-01 | – | 1994-06-30 |
| GMB      | 1994-07-01 | – | 1997-12-31 |
| KA 4     | 1998-01-01 | – | 2000-06-30 |

| Älvsborgs fästning (F) | 1902-01-01 | – | 1926-10-31 |
| Käringberget (F)       | 1942-10-01 | – | 2000-06-30 |

## Galleri

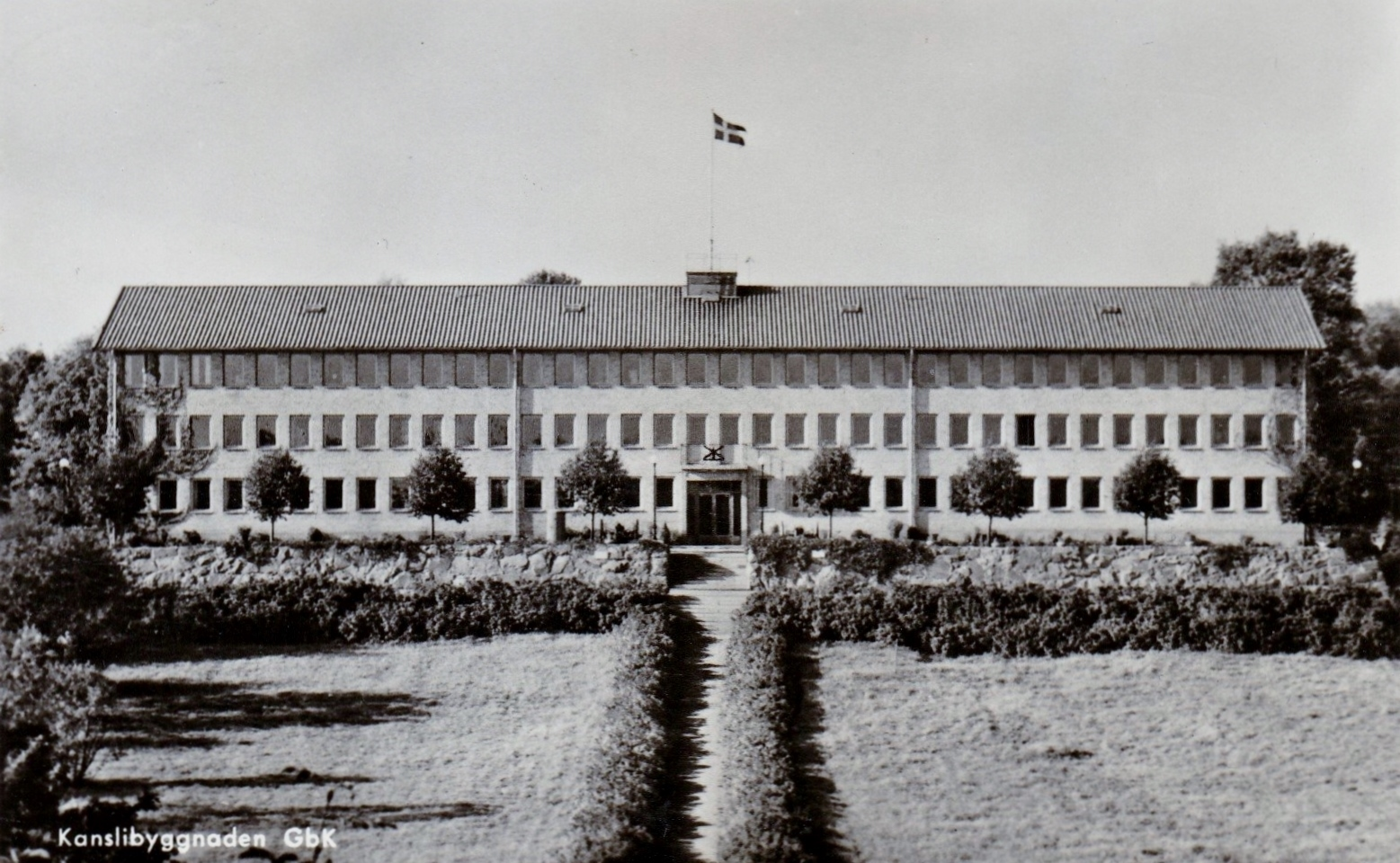
Kanslibyggnaden
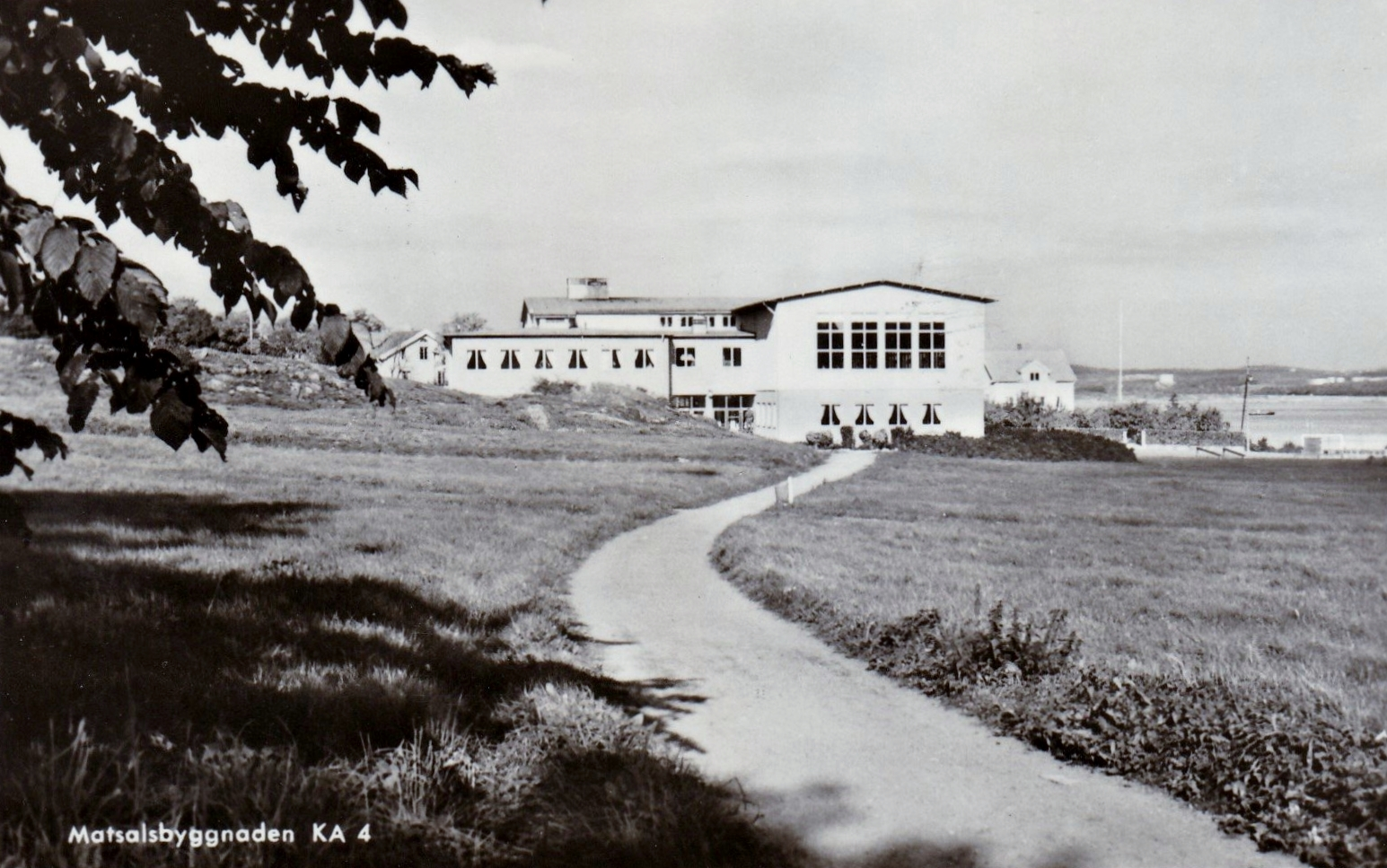
Matsalsbyggnaden
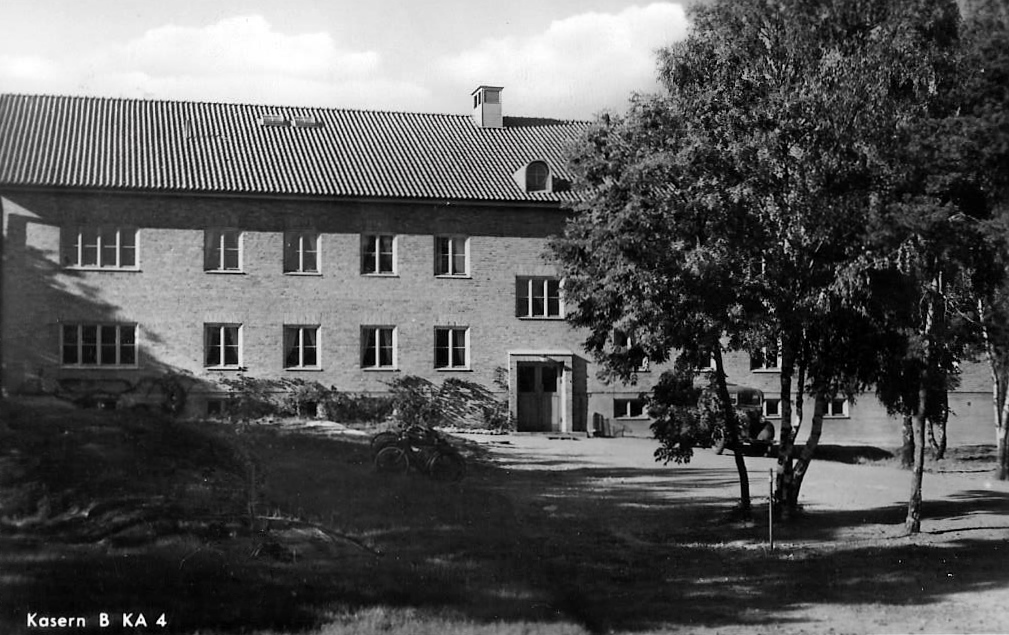
Kasern B
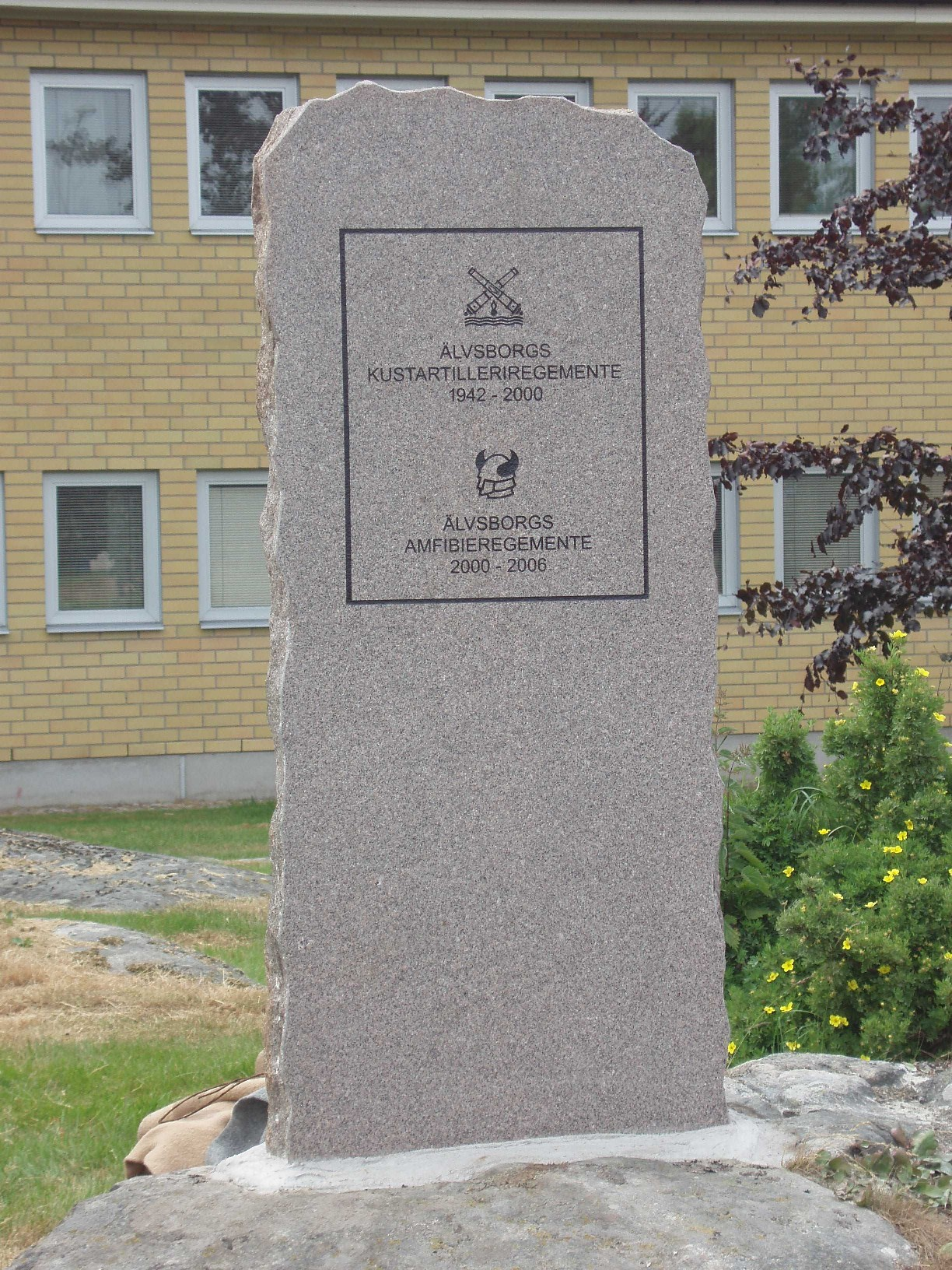
Minnesstenen över KA 4 och Amf 4